# Ачала

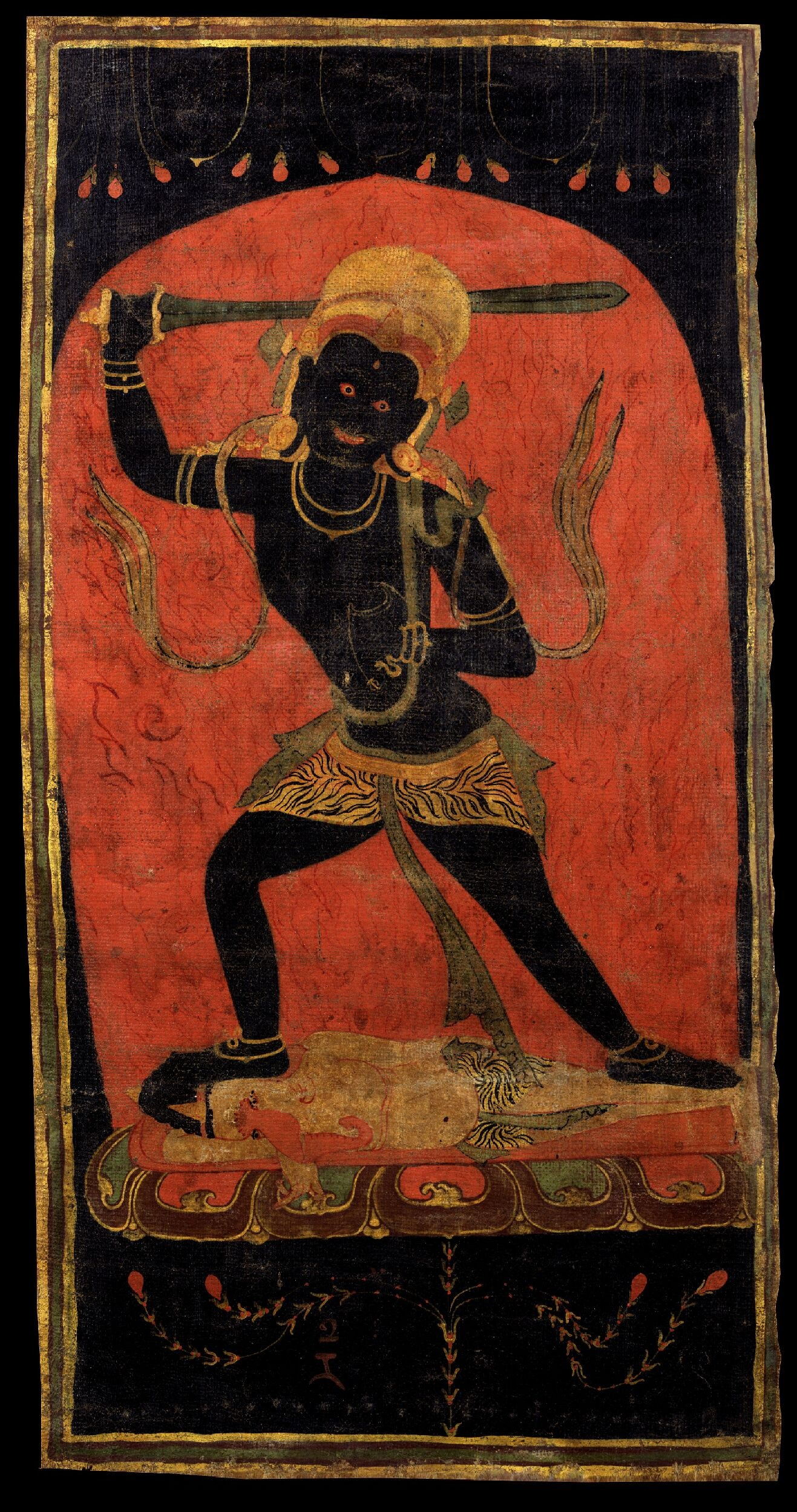
Тибетское изображение Ачалы XII века. Школа кадам.

Ачала (санскр.: Acala, Achala अचल; яп. 不動 Фудо: «недвижимый, неизменный») — гневное божество-защитник в буддийском направлении Ваджраяна. Относится к Видья-раджа и считается самым сильным из них, занимая по этой причине важное положение в ваджраянской иконографии. Почитается в основном в Китае и Японии (яп. 不動明王 фудо: мё:о:), также в некоторых других странах.
Изображается обычно как чудовищное человекоподобное существо мощного телосложения, лицо которого всегда выражает крайний гнев, брови нахмурены, левый глаз прищурен, а нижние зубы-клыки кусают верхнюю губу; в правой руке оно держит меч, в левой — лассо или его подобие, хотя в различных буддийских школах Индии, Японии и других стран детали облика божества могут несколько отличаться. Функцией Ачалы является защита всех живущих от демонов путём сжигания всего «нечистого», а гневный взгляд символизирует разрушение слепоты от неверия.

## Происхождение
Согласно наиболее распространенной гипотезе, образ Ачалы происходит от высшего индуистского божества Шивы, одним из прозвищ которого было «Ачала-натха» (санскр. «непоколебимый защитник»). Буддизм Ваджраяны впитал в себя многие элементы индуизма, в том числе и божеств, вследствие чего Шива в образе Ачалы-натхи занял место в свите защитников будды Вайрочаны.
Считается, что первое изображение Ачалы вместе с другими буддийскими реликвиями из танского Китая привез в Японию Кукай (Кобо Дайси) в IX веке. В первой половине VIII века индийский монах Боддхиручи перевел на китайский Амогапаса-сутру (яп. 不空羂索神変真言経, Фуку: кэндзяку дзимпэн сингон-кё), где впервые обозначил Ачалу как «непоколебимого посланника (будды Вайрочаны)» (яп. 不動使者 фудо-сися).
В буддийской тантре (яп. 密教 миккё:) просветленные существа предстают трех формах: будд, бодхисаттв и защитников, формируя триаду (яп. 三輪身 санриндзин). Защитники, к которым относится Ачала, имеют гневный, устрашающий облик. Они устраняют внешние помехи Учению Будды и возвращают заблудших на путь Истины. Соответственно, Ачала является защитным проявлением будды Вайрочаны.

## Предание
О связи Ачалы с Шивой (Махешварой) упоминается также в трактате танского времени «Трисамая: тайный метод мантры святого Незыблемого» в переводе Амогаваджры. Согласно этому тексту, когда будда Вайрочана достиг просветления, вокруг него собрались обитатели всех возможных миров, и только гордый «Властелин трех тысяч миров» Шива не откликнулся на призыв.
Предполагая, что за ним будут присланы Видьядхары, Шива сотворил своей божественной силой горы нечистот, распылив их в четырёх направлениях, чтобы те не могли приблизиться к нему. Ачала-натха, явившийся, чтобы пригласить Шиву, увидев горы нечистот, призвал защитника Ушшушму (санскр. Ucchuṣma, яп. 烏枢沙摩明王, Усусама-мё: о:, букв."Алмаз, очищающий от скверны"), который пожрал нечистоты, освободив дорогу для Ачала-натхи, который и притащил Шиву к ногам Вайрочаны.
Шива сказал: «Вы все — лишь демоны-якши, а я Царь среди богов», — и несколько раз пытался бежать. Тогда Будда приказал наказать Шиву вместе с его супругой Парвати, и Ачала растоптал их, лишив жизни. Будда тут же воскресил Шиву с помощью специальной мантры, и когда тот удивленно спросил: «Кто этот могущественный демон?», — Вайрочана ответил: «Властелин всех будд!». Изумленный тем, что будды стоят выше всех остальных существ, Шива получил от Вайрочаны обещание, что в будущем и сам станет буддой благодаря «Великому Царю» Ачале.

## Иконография
В отличие от большинства многоруких и многоликих тантрических защитников, Ачала изображается с одним ликом и двумя руками, в правой руке держит меч с рукоятью в виде трехконечного ваджра (этот меч разит демонов и одновременно отсекает клеши и негативную карму существ). В левой руке он держит аркан, которым связывает все дурное и вытягивает погрязших в страстях людей. Встречаются и образы многорукого Ачалы, в частности, у Нитирэна (яп. 日蓮) было видение четырёхрукого Фудо, но объемные изображения такого рода крайне редки. Меч иногда изображается с обвивающим его драконом Курикара, поэтому называется «Меч Курикара» (яп. 倶利伽羅剣 Курикара-кэн).
Цвет тела Ачалы, как правило — неприятный для глаз, черно-синий. Этот цвет ассоциируется с чёрной тиной, символизирующий трясину человеческих страстей. Однако, в некоторых сутрах цвет тела указывается как черно-синий либо красно-желтый, на макушке головы семь узлов волос или восьмилепестковый лотос, одежды красноватого землистого цвета, левый глаз прищурен, правый открыт, правый клык приподнимает верхнюю губу, а левый закусывает нижнюю. Таков наиболее распространенный облик Ачалы.
Сферой пребывания Ачалы считается «Небесный мир огненного самадхи» (яп. 火生三昧 Касё: саммай), отделяющий мир людей от мира будд. Ачала, окруженный множеством других защитников, является там центральной фигурой, а также главным среди «Пяти Видьяраджей». Тело его обычно изображается по-детски полным (согласно «Махавайрочана абхисамбодхи викурвита адхиштана сутре» (яп. 大毘盧遮那成仏神変加持経, Дай-Бирусяна дзё: буцу дзинбэн кадзикё:) и «Махавайрочана-сутре» (яп. 大日経, дайнити-кё:), всклокоченные от гнева волосы собраны в пучок, рубашка с одним оторванным рукавом обвязана вокруг тела (в Индии такую одежду носили рабы или слуги, что в данном случае символизирует верное служение Ачалы подвижникам). В правой руке меч, в левой аркан, за спиной — ореол из «Пламени Гаруды» (яп. 迦楼羅焔 Гарура-эн). Ачала восседает на троне из лежащих одна на другой шести алмазных плит, либо изображается стоящим на камне.
Примечательно, что образ Ачалы сформировался в Индии, трансформировался затем в Китае, однако встречается в этих странах весьма редко. В Японии же, на волне популярности буддийской тантры было создано множество его изображений. Наиболее известные статуи раннехэйанского периода хранятся в Зале Проповедей монастыря Тодзи (яп. 東寺, То:дзи) в Киото и в Зале Святынь (яп. 御影堂 Миэй-до:) того же монастыря. Особенность этих скульптур в том, что оба глаза Ачалы открыты, верхние зубы закусывают нижнюю губу, а оба клыка обращены вниз — в отличие от более поздних изображений, основанных на «Девятнадцати признаках Фудо», описанных в десятом веке тэндайским монахом Аннэном (安然).
Кроме того, Фудо почитается в различных ветвях школы Нитирэн (яп. 日蓮宗 Нитирэн-сю), и можно видеть его изображения внутри Лотосной Мандалы (яп. 法華曼荼羅, хо:кэ мандара), так как сам Нитирэн получил образование в тэндайских монастырях Сэйтё-дзи (清澄寺) и Энряку-дзи (延暦寺).